# Кап Аркона
«Кап Арко́на» (нем. Cap Arcona) — немецкий океанский лайнер класса «люкс», флагман судоходной компании «Гамбург Зюд». Назван по мысу Аркона (нем. Kap Arkona) на острове Рюген. Лайнер использовался на маршрутах из Германии к восточному побережью Южной Америки и для своего времени был самым большим и быстрым судном на данном направлении.
В 1940 году «Cap Arcona» был реквизирован Кригсмарине для использования в качестве плавучей казармы. В 1942 году использовался на съёмках пропагандистского фильма «Титаник». В 1945 году лайнер участвовал в эвакуации почти 26 000 немецких солдат и гражданских лиц из Восточной Пруссии.
Весной 1945 года «Cap Arcona» был переоборудован в плавучую тюрьму. На борту было размещено около 5000 узников нацистских концлагерей. 3 мая 1945 года «Cap Arcona» и два других судна, «Тильбек» (нем. Thielbek) и «Дойчланд» (нем. Deutschland), были атакованы в Любекской бухте самолётами британских ВВС. Из числа заключённых, находившихся на «Cap Arcona», уцелело лишь 350 человек. Ещё 2800 человек погибло в результате потопления «Thielbek». Потопление «Cap Arcona» занимает четвёртое место по числу жертв в списке морских катастроф.

## История постройки

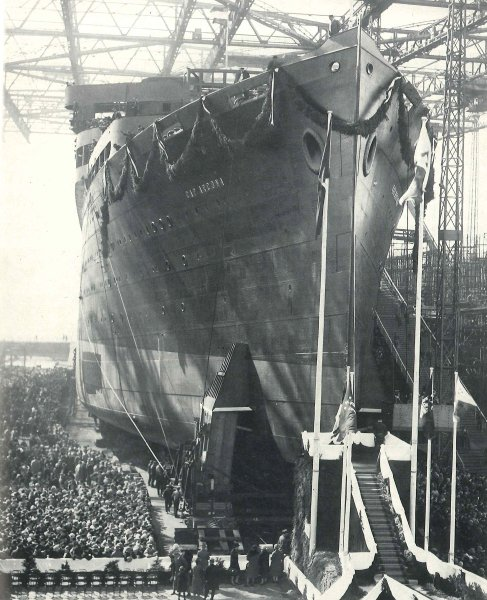
«Cap Arcona» перед спуском на воду. 1927 год.

«Cap Arcona» был построен за полгода на верфи «Blohm+Voss» в Гамбурге. Лайнер получил фешенебельную отделку помещений, на верхней палубе за третьей трубой находился полноразмерный теннисный корт. Большое внимание было уделено безопасности — 26 спасательных шлюпок располагались в два ряда по бортам лайнера. «Cap Arcona» получил современные средства связи и навигации: при постройке была установлена система подводной звуковой связи, в 1934 году добавлены гирокомпас и акустический глубиномер.

## Довоенная служба
В свой первый рейс из Германии в Буэнос-Айрес «Cap Arcona» отправился 29 октября 1927 года. Он присоединился к стоявшему на этой же линии старому лайнеру «Кап Полонио», который был флагманом компании «Hamburg Süd» до окончания постройки «Cap Arcona». После того, как в 1935 году «Кап Полонио» был продан на металлолом, новый флагман остался единственным фешенебельным лайнером компании на южно-американском направлении.
6 октября 1932 года лайнер столкнулся в Северном море с французским грузовым судном «Agen». В результате «Agen» выбросило на берег, но вскоре его удалось поставить на киль и отбуксировать в Гамбург.

## Плавучая казарма
В 1940 году «Cap Arcona» был реквизирован Кригсмарине, перекрашен в серый цвет и переоборудован в плавучую казарму, стоявшую на якоре в порту Готенхафен.
В 1942 году экстерьер лайнера был использован при съёмке фильма «Титаник» о крушении одноимённого британского судна. Производство фильма приостановилось после того, как Герберт Зельпин, первый режиссёр фильма, за ужином в кругу близких людей критически высказался об офицерах Кригсмарине и о войне. После доноса последовал арест, а на следующий день Зельпин был найден повешенным в камере полицейского управления.

## Эвакуация Восточной Пруссии
В январе 1945 года началась операция «Ганнибал» — эвакуация гражданского населения и военнослужащих в связи с наступлением Красной армии на Восточную Пруссию, в ходе которой удалось переправить через Балтийское море около двух миллионов человек. «Cap Arcona» был задействован для эвакуации и перевёз на запад Германии 25 795 беженцев. Выход в море в этом районе был сопряжён с большим риском. 30 января 1945 года «Вильгельм Густлофф», перевозивший 10 500 пассажиров, был торпедирован советской подводной лодкой С-13. Судно затонуло в течение 40 минут, погибло более 9000 человек. 9 февраля эта же подводная лодка потопила ещё одно судно, «Генерал Штойбен», направлявшееся в Копенгаген. 20 февраля Йоханнес Герц, капитан «Cap Arcona», застрелился в собственной каюте во время стоянки в Копенгагене перед очередным рейсом в Готенхафен.
30 марта 1945 года лайнер завершил свой третий и последний рейс между Готенхафеном и Копенгагеном, перевезя 9000 солдат и беженцев. Турбины силовой установки судна были предельно изношены. Был произведён частичный ремонт, но состояние судна исключало возможность продолжительных переходов. «Cap Arcona» был декомиссован и возвращён «Hamburg-Süd», компании-владельцу, и отправлен в Нойштадт-ин-Хольштайн.

## Плавучая тюрьма

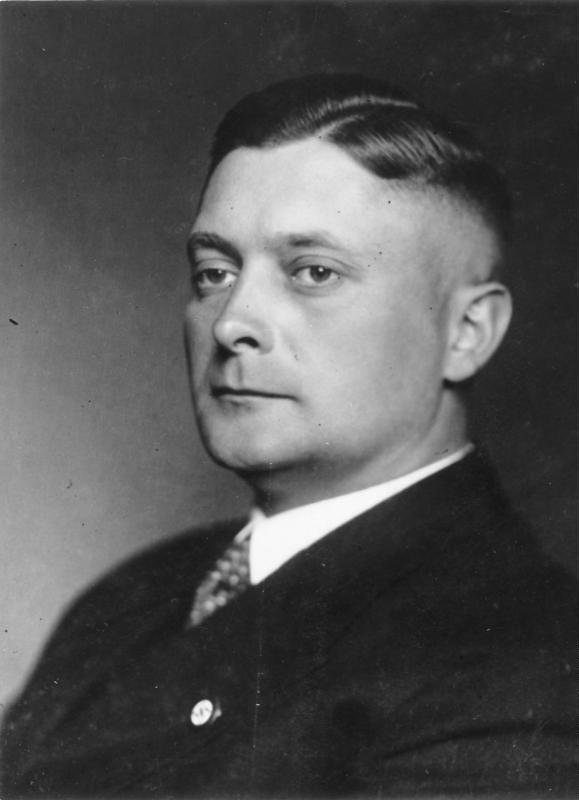
Карл Кауфман, гауляйтер Гамбурга.

В марте — апреле 1945 года несколько тысяч заключённых были перемещены из оставшихся концентрационных лагерей в лагерь Нойенгамме, расположенный на территории Гамбурга. За этот же период 15 000 узников были переправлены в нейтральную Швецию в рамках операции «Белые автобусы». Эта спасательная операция, проводившаяся шведским Красным Крестом, стала результатом переговоров между шведским дипломатом Фольке Бернадотом и рейхсфюрером СС Гиммлером. Предпочтение при транспортировке отдавалось гражданам скандинавских стран — 8000 из числа спасённых составляли граждане Норвегии и Дании, а остальными были граждане ещё двадцати стран, в основном Франции и Польши.
Оставшиеся узники лагерей Нойенгамме, Дора-Миттельбау и Штуттгоф, свыше 10 000 человек, были отправлены в Любек, куда они прибыли 19-26 апреля. Железнодорожный состав, перевозивший узников Штуттгофа, по пути был перехвачен советскими войсками. Примерно половина заключённых — военнопленные, в основном советские, также польские и норвежские. Другую половину составляли гражданские еврейского происхождения из различных стран Европы.
Приказ о погрузке заключённых на корабли был отдан гауляйтером Гамбурга Карлом Кауфманом, занимавшим с 1942 года также должности рейхскомиссара морских перевозок, рейхскомиссара обороны Германской бухты и Гамбурга.
Неподалёку от побережья Нойштадта, в Любекской бухте на якоре стояли лайнеры «Cap Arcona» и «Deutschland». В порту Любека были пришвартованы грузовые суда «Thielbek» и «Athen».
Капитаном «Athen», выполнявшей роль парома для доставки заключённых на лайнеры, был Фриц Нобманн. 17 апреля, за несколько дней до погрузки, капитаны «Cap Arcona» и «Thielbek», Хайнрих Бертрам и Йон Якобсен получили приказ приготовить суда к «специальной операции». Команда «Cap Arcona» была уменьшена до семидесяти двух человек, судно не получило дозаправки топливом, все спасательные круги и жилеты были изъяты, а шлюпки повреждены. Затем капитанов поставили в известность о том, что им предстоит принять на борт заключённых. Команда и капитаны обоих судов вначале отказались сотрудничать с СС, но были вынуждены подчиниться под угрозой применения оружия.
Погрузка продолжалась с 20 по 23 апреля (по другим источникам — с 23 по 26 апреля). Всё это время представители шведского Красного Креста присутствовали в Любеке и передавали продовольствие всем заключённым, кроме советских военнопленных.

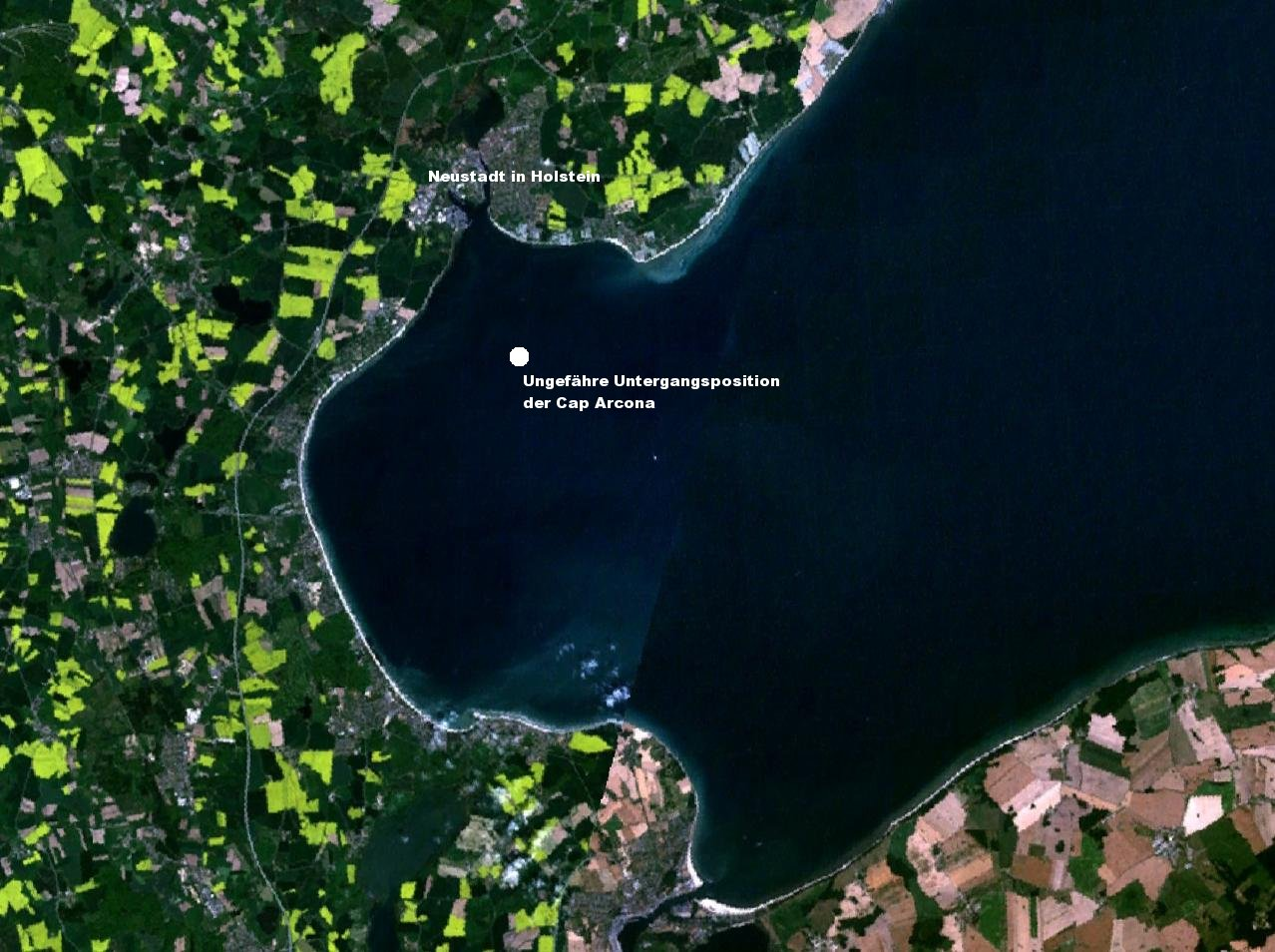
Любекская бухта, 3 км от Нойштадта. Позиция затонувшего лайнера «Cap Arcona».

30 апреля два небольших шведских судна, «Магдалина» и «Лилли Маттиссен», прежде участвовавшие в операции «Белые автобусы», совершили последний рейс в Любек, в ходе которого вывезли с плавучих тюрем ещё 300 человек. Офицеры СС, отвечавшие за лагерь Нойенгамме, приказали капитану Нобманну принять на борт «Athen» 2352 узника и 280 человек охраны и перевезти их на стоявший в бухте «Cap Arcona». Нобманн под угрозой расстрела согласился выполнить приказ, но когда он прибыл к «Cap Arcona», то узников отказался принимать Бертрам. В итоге «Athen» пришлось вернуть обратно в Любек, выбросив за борт тела нескольких умерших узников.
Тем временем представители Международного Красного Креста смогли договориться об освобождении ещё 300 человек с «Athen». 30 апреля их эвакуировали в Швецию на двух небольших кораблях, но следующую группу 2 мая забрать не успели — «Athen» ушла в Нойштадт. Красному Кресту удалось добиться освобождения других заключённых, 1450 человек из Фленсбурга, на границе с Данией.
Карл Кауфман безуспешно пытался надавить на Бертрама через руководство «Hamburg-Süd», которому удалось связаться с контр-адмиралом Конрадом Энгельхардтом, одним из ответственных за осуществление операции «Ганнибал». Энгельхардт немедленно заявил протест против конфискации «Cap Arcona», «Deutschland» и других судов, которые можно было бы использовать для всё ещё продолжавшейся эвакуации. Кауфман решил форсировать события и отдал приказ на силовой захват «Cap Arcona». «Athen» вновь подошла к лайнеру, несколько офицеров СС, пригрозив Бертраму арестом и расстрелом, заставили его приступить к перемещению узников.
Первоначальное число узников на борту «Cap Arcona» составило около 6000—6500 человек, которых охраняли 600 эсэсовцев. Вскоре 1998 узников были перегружены обратно на «Athen» и вернулись на берег. Таким образом, на «Cap Arcona» осталось 4000—4500 заключённых (по другим оценкам[каким?], их могло быть до 5500). На «Thielbek» погрузили 2800 человек. 2 мая в 14:00 судно, не имевшее собственного хода, отбуксировали в бухту и поставили на якорь рядом с «Cap Arcona» и «Deutschland». В этот же день британские войска при поддержке авиации вошли в Любек.

### Координаты
- «Cap Arcona»: 54°3,90′ с. ш. 10°50,45′ в. д.HGЯO
- «Thielbek»: 54°4,30′ с. ш. 10°50,40′ в. д.HGЯO
- «Deutschland»: 54°7,50′ с. ш. 10°48,25′ в. д.HGЯO

## Трагедия

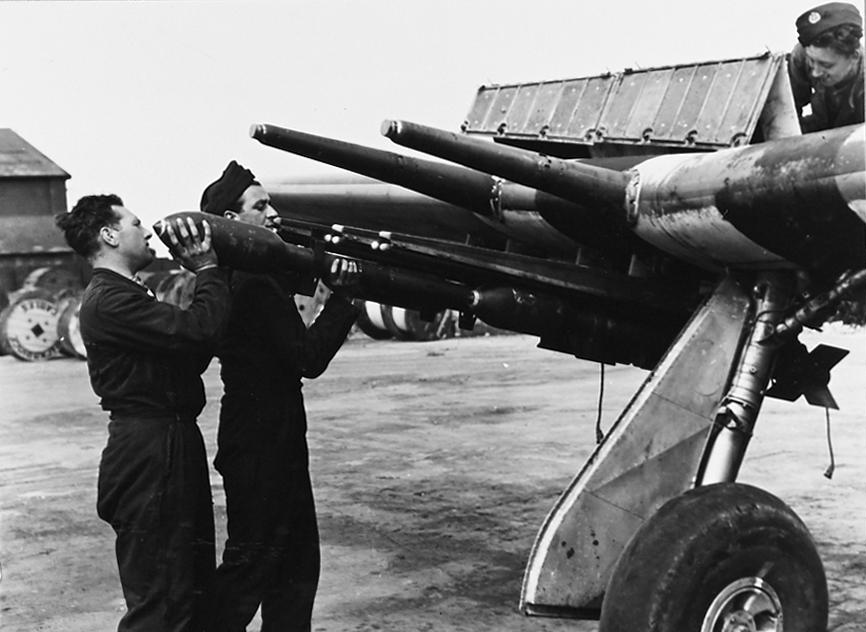
Загрузка ракет RP-3 на «Хоукер Тайфун». Над держателями ракет размещены 20-мм автоматические пушки.

3 мая 1945 года над Любекской бухтой появились штурмовики Королевских ВВС «Хоукер Тайфун». Британское командование получило разведданные о том, что из Фленсбурга планируется эвакуация офицеров СС и лагерного начальства в Норвегию.
Обнаружив в 14:45 «Deutschland» и стоявшие на якоре «Cap Arcona» и «Thielbek», британские самолёты приступили к атаке. Помимо 20-мм пушек «Тайфуны» были вооружены 27-кг неуправляемыми ракетами RP-3 и 230-кг бомбами. Первая группа атаковала «Cap Arcona», вторая группа сосредоточила огонь на «Thielbek» и «Deutschland». «Thielbek» затонул очень быстро, в течение нескольких минут. Из 2800 находившихся на борту спаслось лишь 100—125 человек. На «Cap Arcona» и «Deutschland» после нескольких попаданий начался сильный пожар. «Athen» была пришвартована в Нойштадте в ожидании очередной партии заключённых и не подверглась атаке. В это время порт начала занимать британская пехота, команда и охранники покинули судно.
Мы расстреливали их в воде из 20-миллиметровых пушек. Это был кошмар, но нам отдали приказ и мы его выполнили. Такова война!

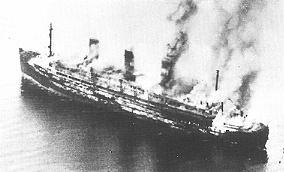
Многочисленные пожары на борту лайнера «Cap Arcona». 3 мая 1945 года.

Во время пожара на «Cap Arcona» вооружённая охрана не давала узникам покинуть судно. В 15:45 лайнер перевернулся на левый борт и частично затонул в неглубокой акватории бухты. Большая часть охранников успела покинуть судно — у всех были спасательные жилеты. Прибывшие на место траулеры вытащили из воды 420—490 эсэсовцев. Британские самолёты обстреливали сумевших выбраться наружу узников, которым предстояло доплыть в ледяной воде до берега, где по ним открывали пулемётный огонь немцы. В результате спаслось только 314 заключённых и несколько членов команды, в том числе капитан Хайнрих Бертрам и старпом Туре Домменгет. В 17:00 авианалёты закончились, а ещё через час британцы выяснили, кто стал жертвой атаки, и распорядились приступить к спасению уцелевших. «Deutschland» затонул через несколько часов. По утверждению капитана, на борту никого не было — вся команда успела покинуть судно, а заключённых не успела доставить «Athen». Но по данным Красного Креста на судне всё же могло находиться до 2000 узников.

## Последствия
Общее число жертв составило около 7000 человек (9000, если принять версию о том, что на борту «Deutschland» всё же было 2000 человек и все они погибли), подавляющее большинство из которых — узники концлагерей. В течение нескольких недель после атаки тела погибших прибивало к берегу. Их хоронили в братских могилах в Нойштадте, Шарбойце и Тиммендорфер-Штранде. Останки продолжали находить на побережье в течение нескольких десятилетий, последний раз это произошло в 1971 году. «Cap Arcona» через некоторое время вынесло на берег, в 1949 году останки судна были разрезаны. «Thielbek» был поднят в 1949 году и под разными названиями продолжил службу до 1974 года.
Карл Кауфман был арестован 4 мая 1945 года. Ему не были предъявлены обвинения в совершении военных преступлений, связанных с перемещением заключённых на плавучие тюрьмы. На Нюрнбергском процессе он присутствовал в качестве свидетеля, на пути в Нюрнберг Кауфман сильно пострадал в автомобильной аварии. В 1948 году он был осуждён британским судом на 1,5 года тюремного заключения, освобождён в апреле 1949 года. В 1950 году провёл под арестом ещё 3,5 месяца. Позднее вошёл в заговорщицкую нацистскую организацию «Кружок Наумана».

### Ответственность и возможность предотвращения трагедии
Рассекреченный в настоящее время отчёт о расследовании, проведённом британским майором Ноэлом Тиллом в июне 1945 года, содержит данные о том, что британские сухопутные силы, вошедшие в Любек, 2 мая получили информацию о нахождении плавучих тюрем в бухте у побережья Нойштадта. Поль де Блонэ, представитель Красного Креста, передал сведения генерал-майору Робертсу, командовавшему 11-й бронетанковой дивизией, и получил уверения в том, что информация будет передана вышестоящему командованию. Офицер разведки Королевских ВВС упомянул о том, что получил сведения о судах с узниками концлагерей 2 мая, но по не установленной причине эта информация не была передана всем оперативным соединениям.
Британский историк Дэвид Лонг, анализируя возможные причины трагедии, обращает внимание на характер ведения боевых действий на заключительном этапе войны. В начале 1945 года Уинстон Черчилль требовал ускорить выход войск к балтийскому побережью, особое внимание уделяя необходимости скорейшего взятия Любека, чтобы предотвратить возможное вхождение Красной Армии на территорию Дании. Движение судов в портах Шлезвиг-Гольштейна не оставалось незамеченным, и в 1945 году они подвергались регулярным атакам британской авиации. Например, в ночь с 9 на 10 апреля более 300 самолётов совершили налёт на Киль. В результате был потоплен тяжёлый крейсер «Адмирал Шеер». Всего в апреле 1945 года авиацией союзников были потоплены 4 судна, 61 повреждено, потоплено 12 барж и 149 повреждено. Но в мае интенсивность действий увеличивается — за несколько дней было потоплено 160 грузовых судов и 9 подводных лодок. В таких условиях командование ВВС пренебрегало сбором и тщательным анализом разведданых, как и предварительной разведкой с воздуха.
В заключительной части своего отчёта Ноэл Тилл писал о том, что считает свои изыскания неполными из-за недостатка ресурсов и считает необходимым продолжение расследования трагедии, но этого так и не произошло вплоть до недавнего времени — в 1940-х и 1950-х годах Союзники были заняты расследованием нацистских военных преступлений. В ходе проведённых британской администрацией в 1946—1948 годах процессов над военными преступниками в Гамбурге обстоятельства перемещения узников концлагеря Нойенгамме не изучались.
Исследователи приходят к выводу о том, что трагедии можно было избежать, если бы в условиях лихорадочного наступления на заключительном этапе войны не была нарушена процедура тщательного анализа разведданных перед выбором целей британскими ВВС. При этом не следует забывать о событиях, предшествовавших трагедии. Перемещение узников концлагерей в Нойштадт и Любек, и последующая погрузка на суда, не имевшие топлива, специальной маркировки и средств спасения, преследовало цель сокрытия следов военных преступлений в нацистских концлагерях. Георг-Хеннинг фон Бассевиц-Бер, последний шеф СС и полиции Гамбурга, в ходе допроса показал, что узников на суда в Любекской бухте переместили с целью уничтожения. «Cap Arcona», «Thielbek» и «Deutschland» должны были быть отбуксированы на глубоководье и затоплены. Курт Рикерт, подчинённый Бассевиц-Бера, на одном из гамбургских процессов показал, что суда предполагалось затопить при помощи подводных лодок или авиации. Фон Бассевиц-Бер и Кауфман заявили также, что действовали якобы по приказу Генриха Гиммлера, при этом Кауфман утверждал, что ему ничего не было известно о планируемом затоплении, и узников планировалось переправить в Швецию. Версия о планируемой эвакуации в Швецию ставится исследователями под сомнение на тех основаниях, что, во-первых, суда не имели запаса топлива и соответствующей маркировки, во-вторых — такая эвакуация могла быть выполнена силами Красного Креста, представители которого смогли договориться о вывозе лишь небольшой части узников.

## Память
7 мая 1945 года британцами была организована небольшая мемориальная церемония: 15 солдат, вместе с выжившими узниками и сочувствующими местными жителями возложили цветы к трём братским могилам на побережье между Нойштадтом и Пельцерхакеном. В местах массовых захоронений установлены монументы. Музей «Cap Arcona» открылся 3 мая 1990 года, в сорок пятую годовщину трагедии.

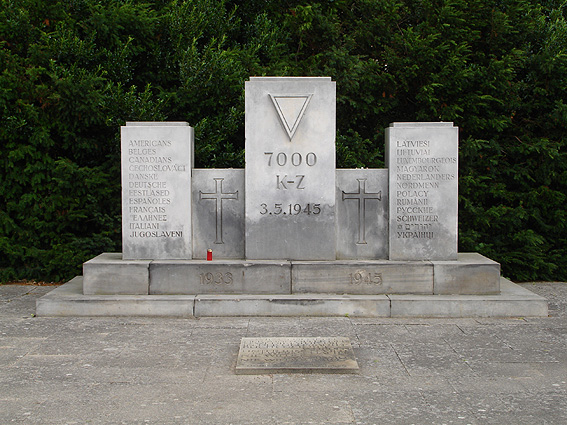
Монумент в память о жертвах «Cap Arcona» и «Thielbek» в Нойштадте.
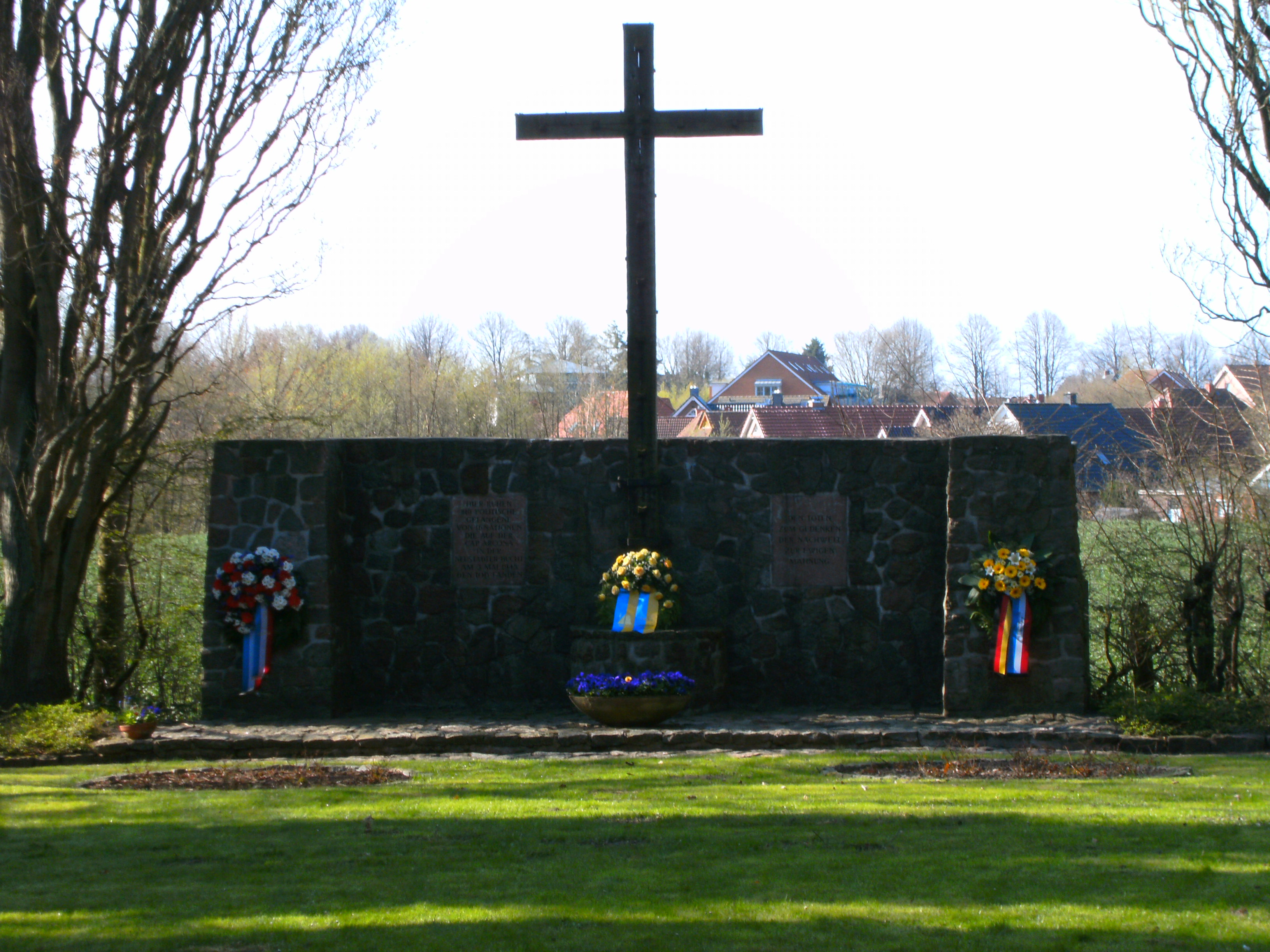
Монумент в память о 810 жертвах «Cap Arcona». Кладбище в Тиммендорфер-Штранд.
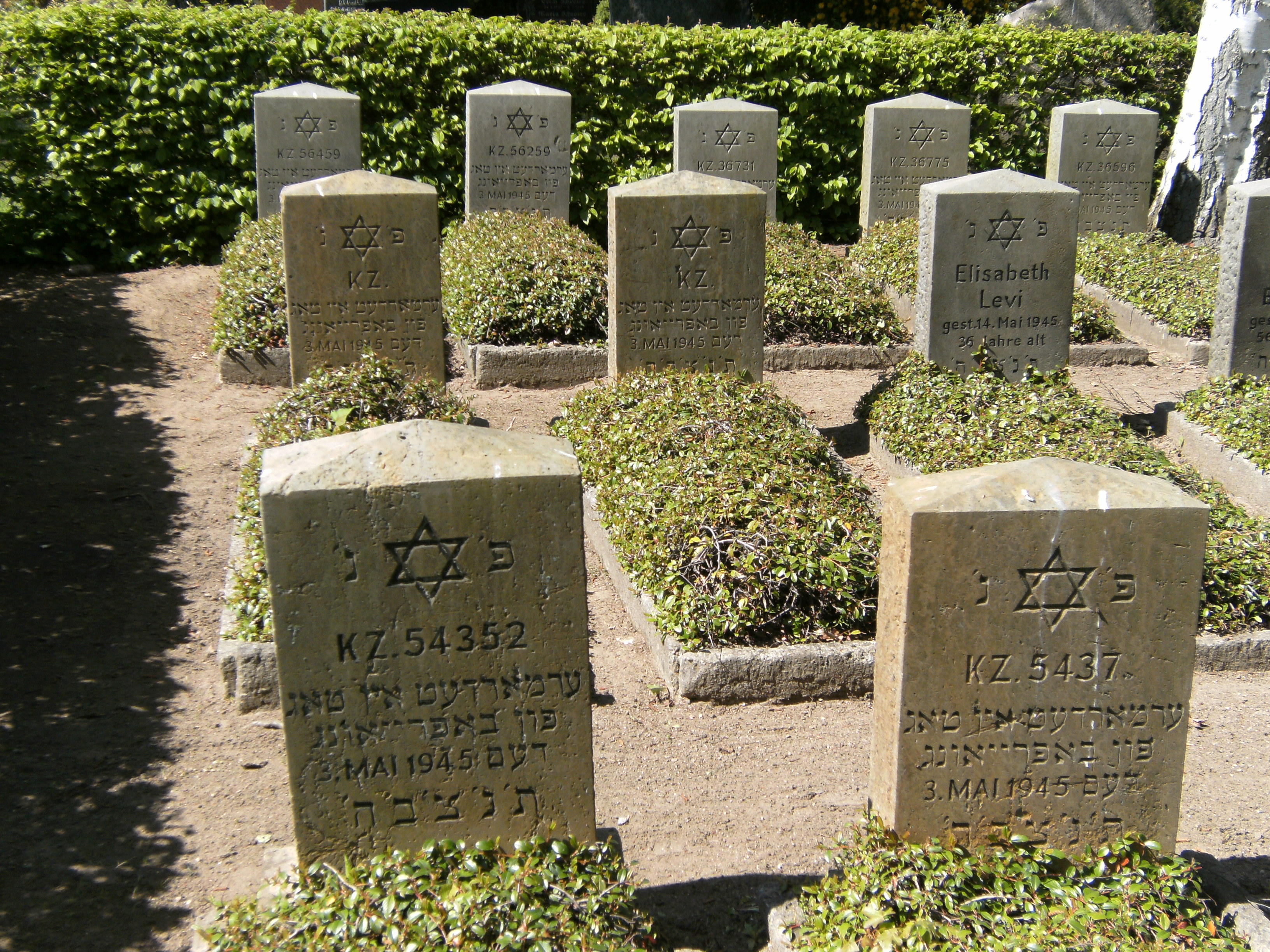
Еврейское кладбище в Нойштадте, могилы 100 жертв-евреев.
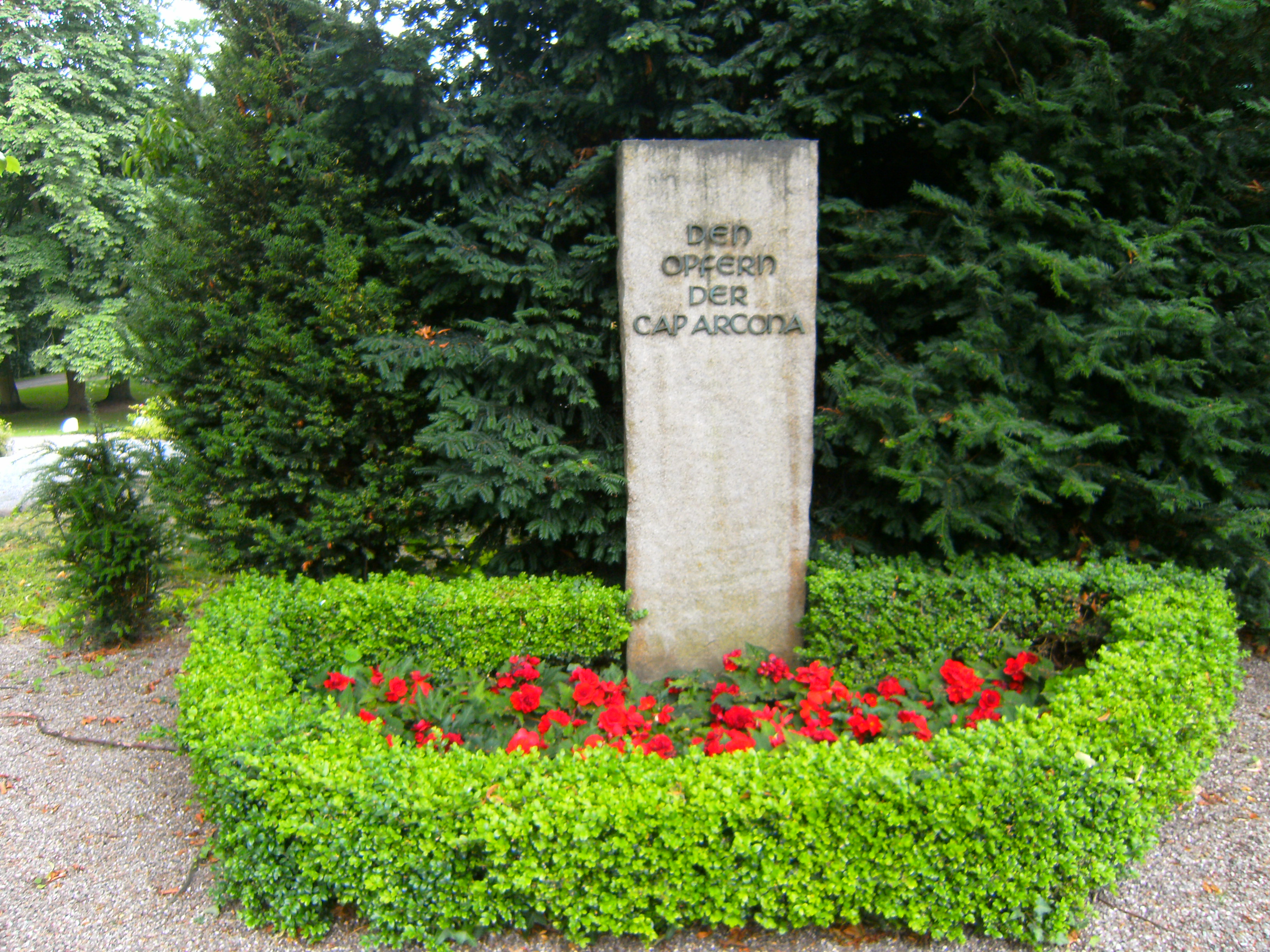
Монумент в память о 91 жертве на кладбище церкви св. Николая в Грёмице.
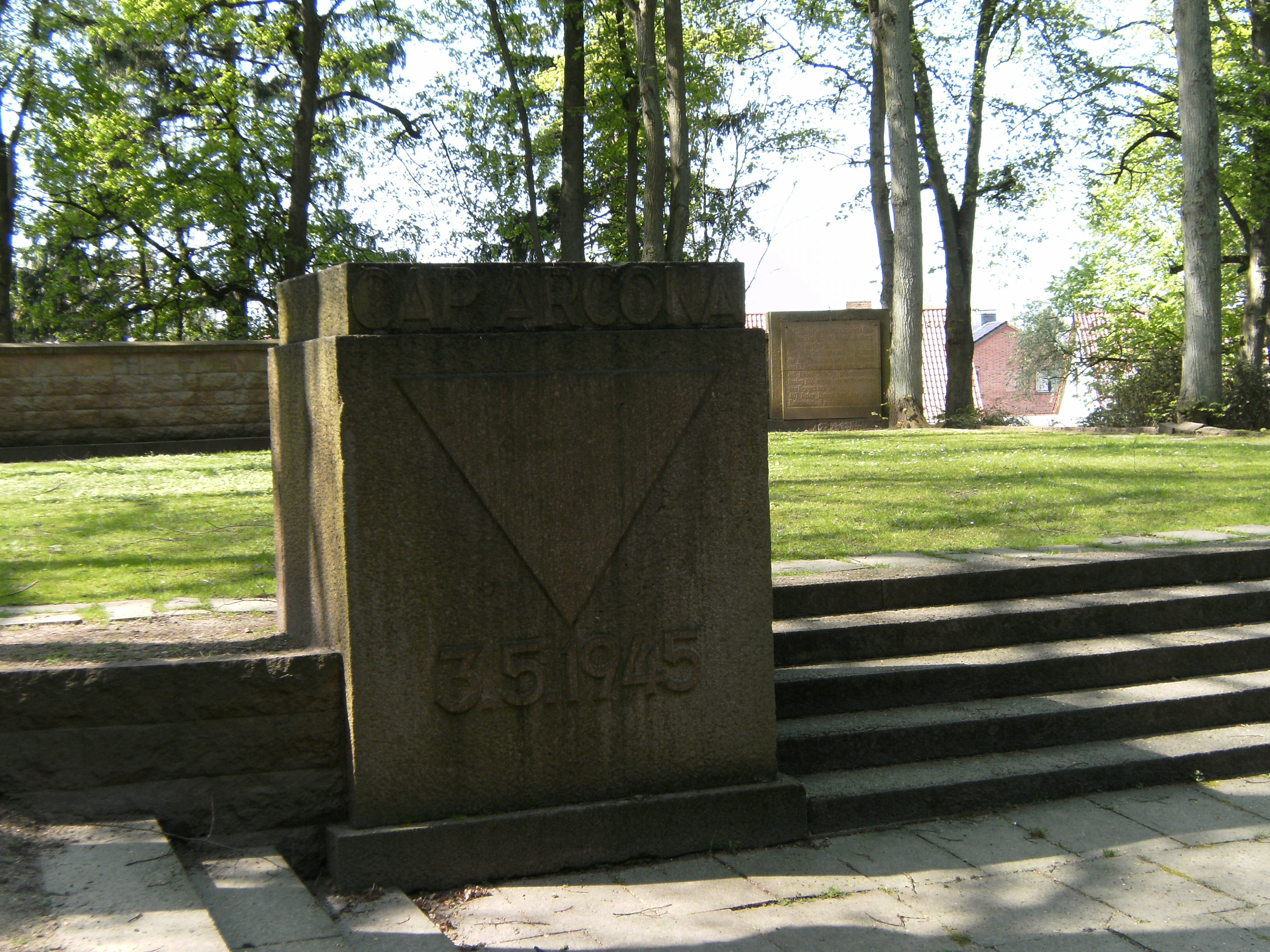
Монумент на месте захоронения 407 жертв в Гревесмюлене.
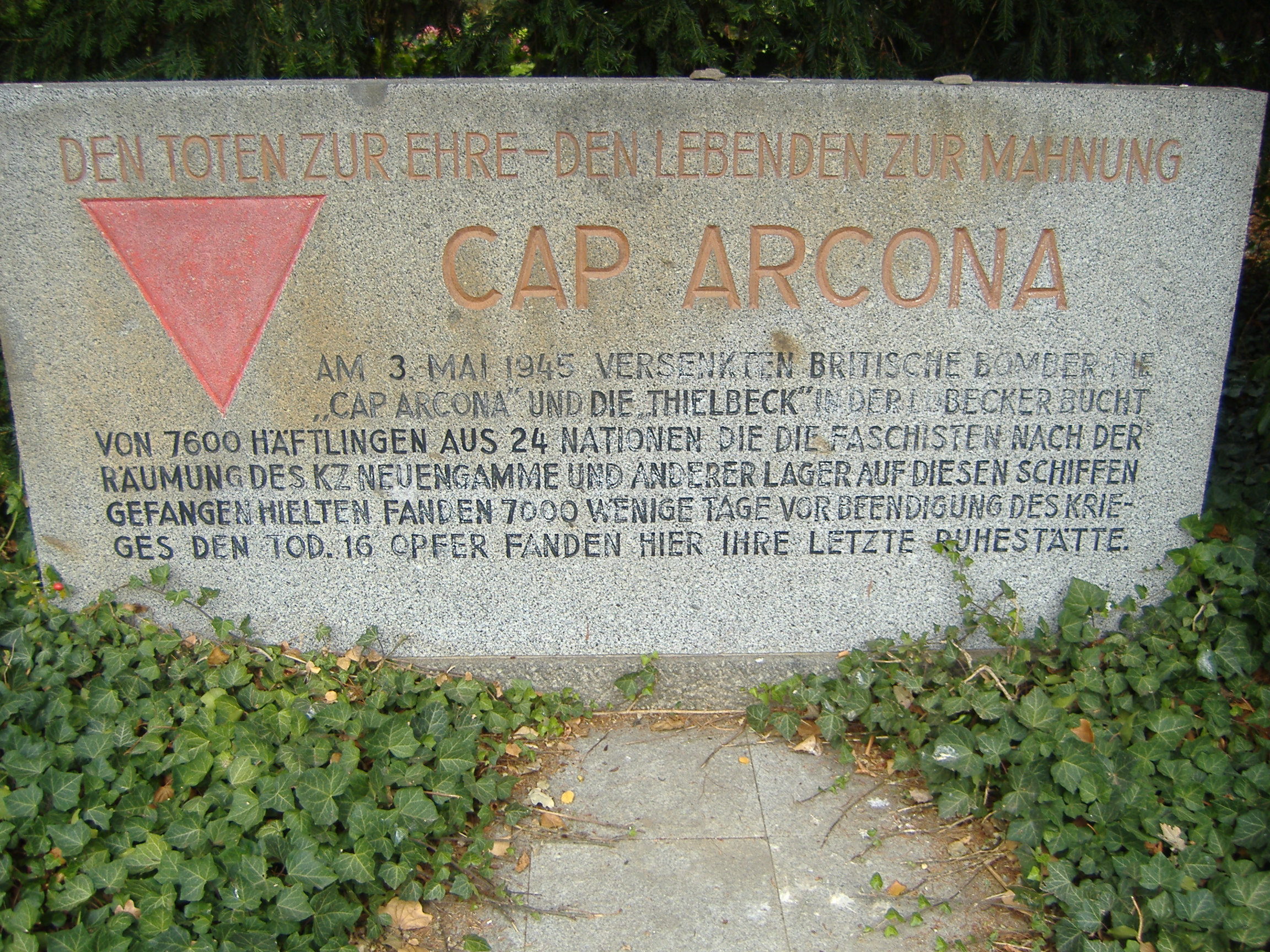
Монумент в Клюце.

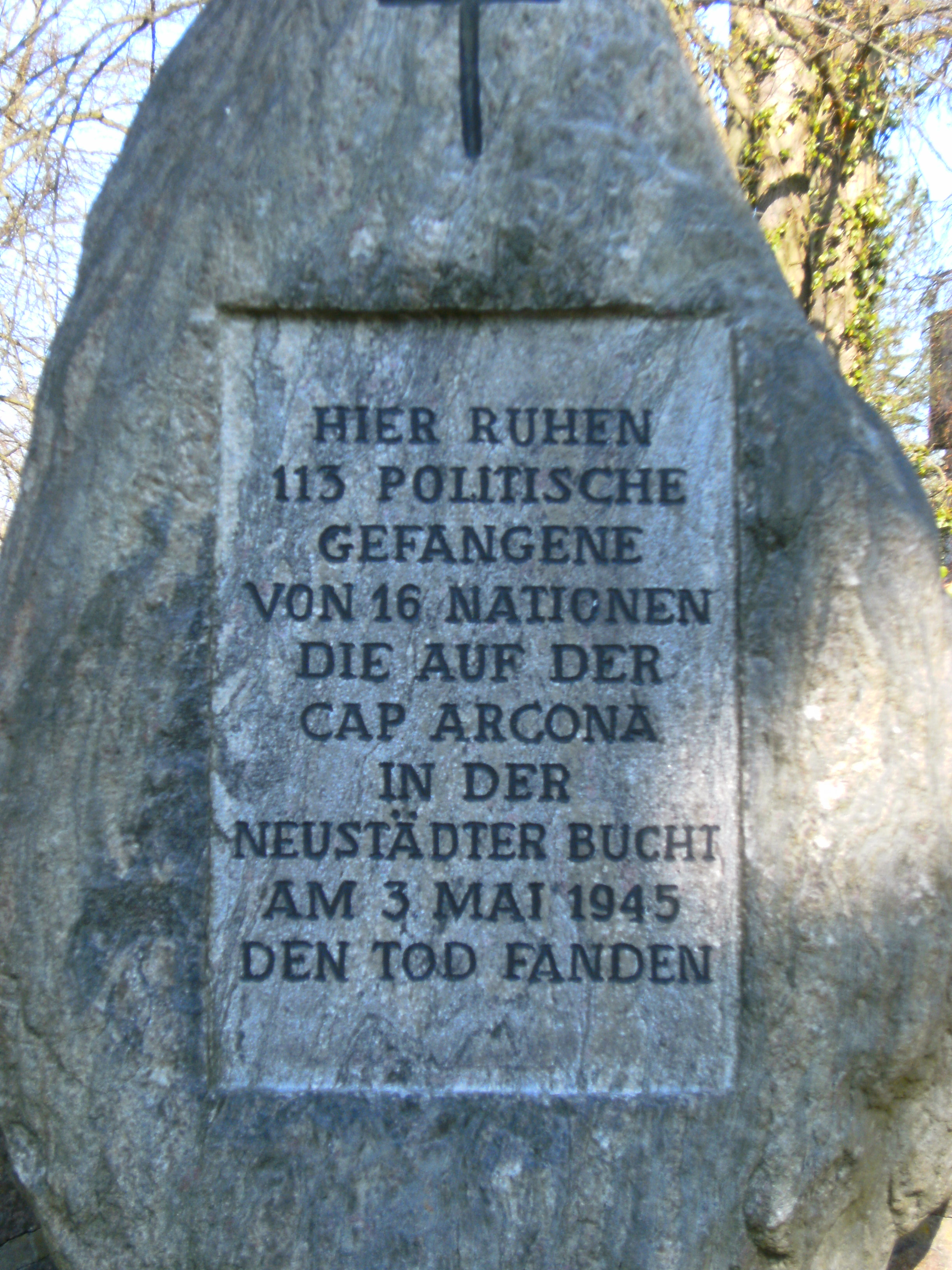
Монумент в память о 113 жертвах на кладбище Ниндорфа в Тиммендорфер-Штранде.
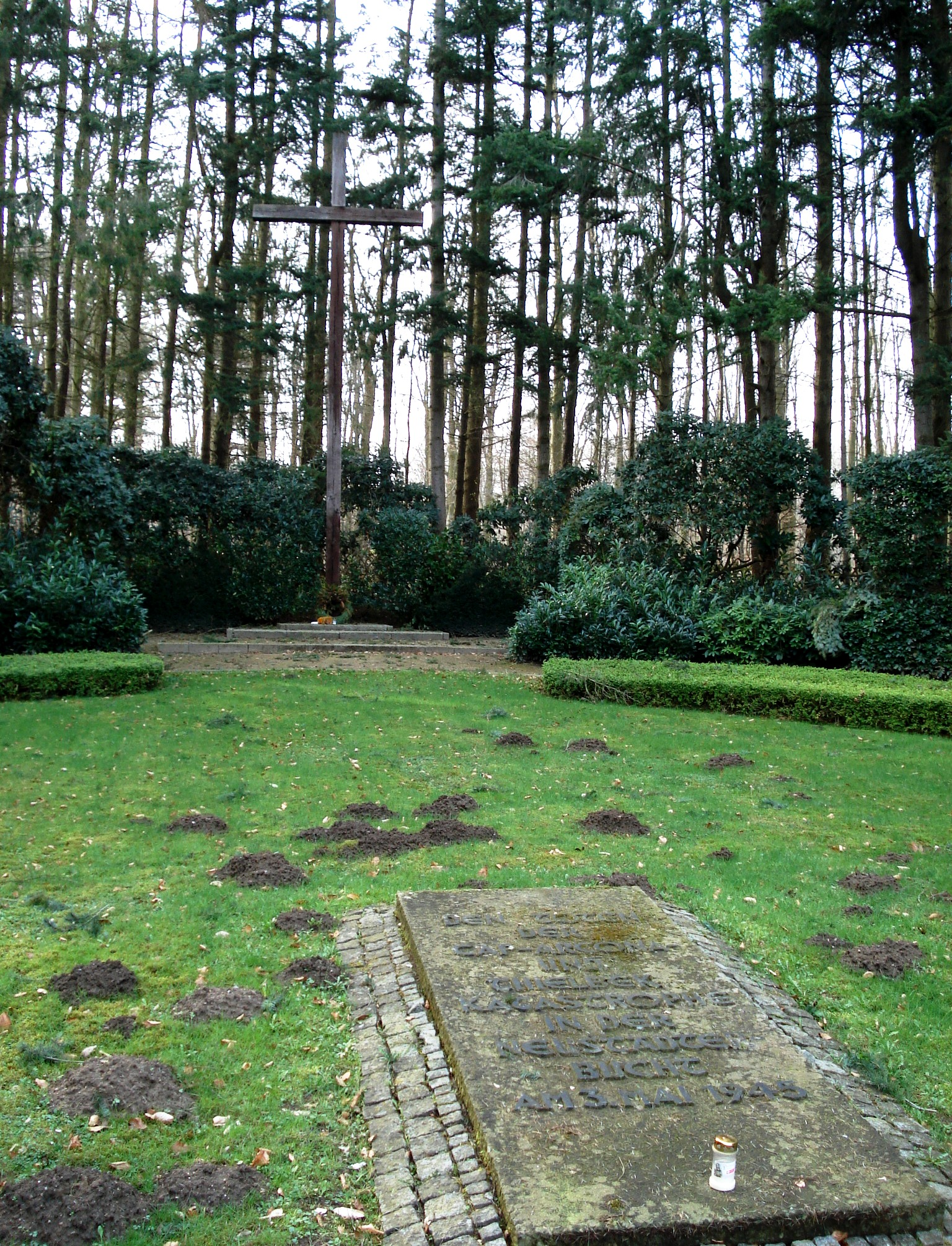
Мемориальная доска на кладбище в Шарбойце.
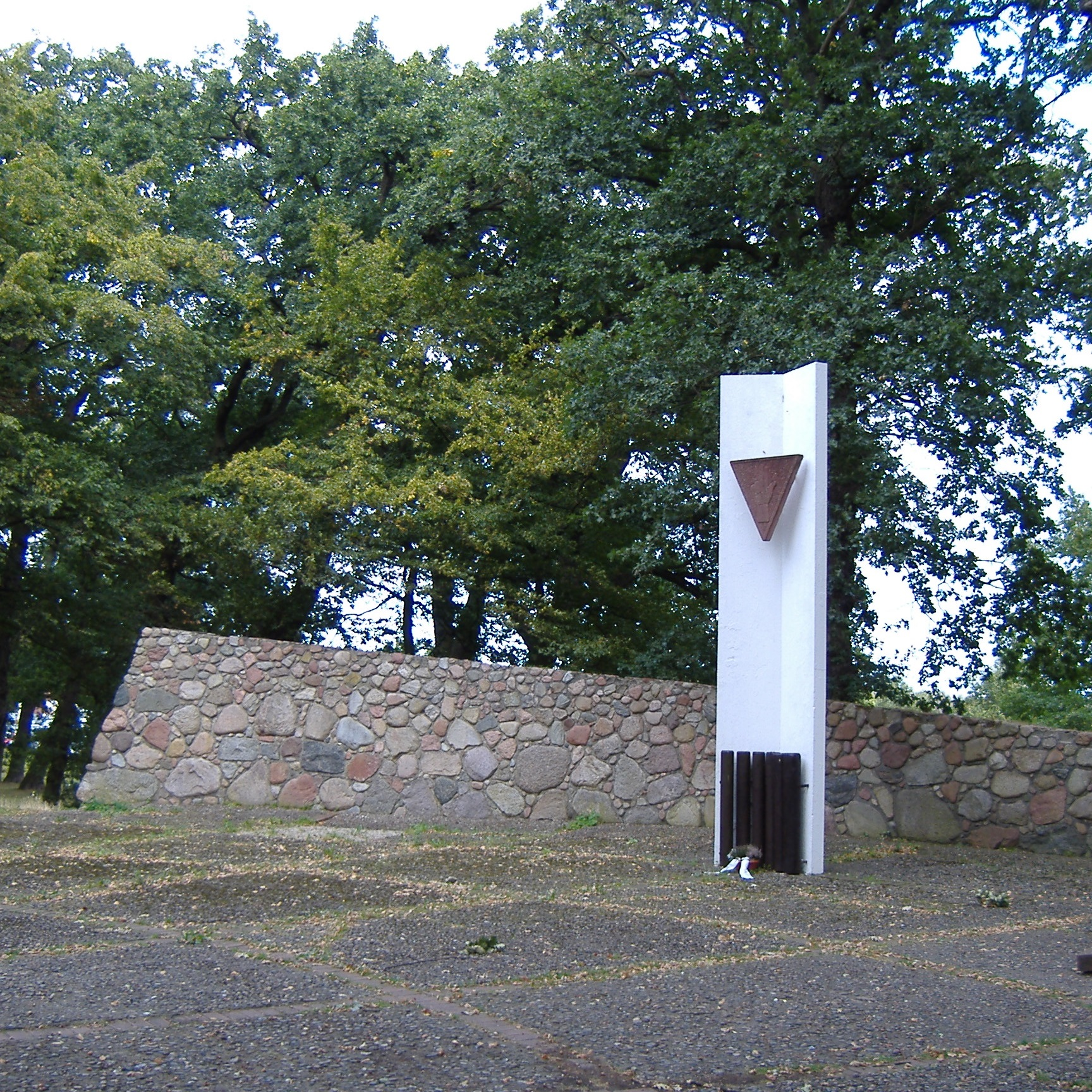
Монумент на острове Пёль.
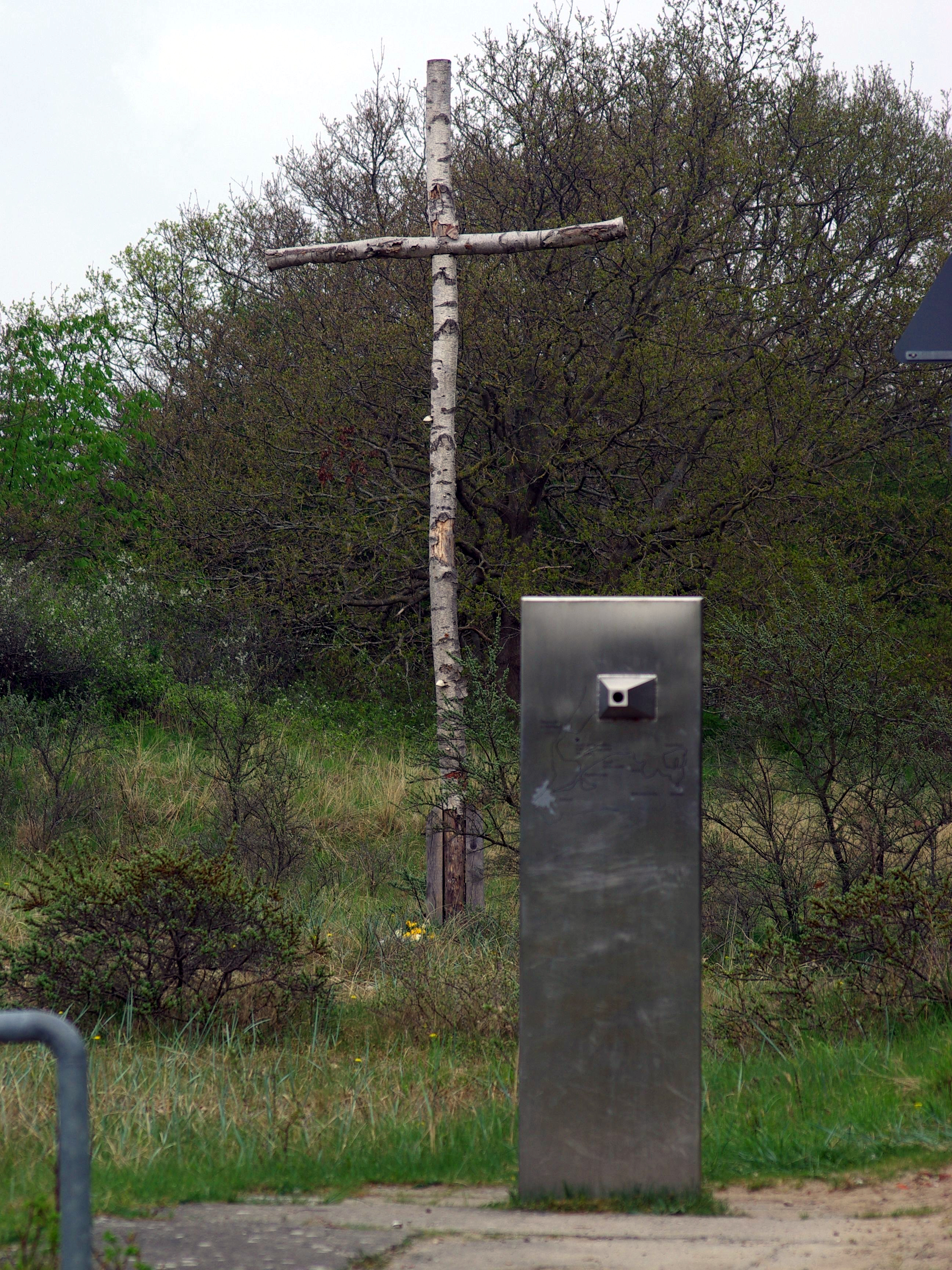
Монумент под Калькхорстом.

## Знаменитые уцелевшие узники
- Эмиль Франтишек Буриан (1904—1959) — чехословацкий режиссёр, драматург, композитор, поэт, публицист.
- Эрвин Гешоннек (1906—2008) — немецкий актёр театра и кино.
- Эрнст Голденбаум[англ.] (1898—1990) — восточногерманский политик, один из основателей ДКПГ.
- Хайнц Лорд[англ.] (1917—1961) — немецкий хирург.
- Сэм Пивник[англ.] (1926—2017) — бывший узник Биркенау, исследователь Холокоста.